# Thamnotettix pulchellus
Thamnotettix pulchellus är en insektsart som beskrevs av Melichar 1907. Thamnotettix pulchellus ingår i släktet Thamnotettix och familjen dvärgstritar. Inga underarter finns listade i Catalogue of Life.